# Sébastien Japrisot

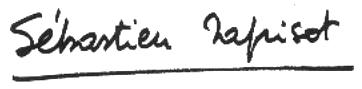
Assinatura do escritor Sébastien Japrisot

Sébastien Japrisot (Marselha, 4 de Julho de 1931 – Vichy, 4 de Março de 2003)  foi um escritor, roteirista e diretor de cinema francês. Seu pseudônimo era um anagrama de Jean-Baptiste Rossi, seu nome verdadeiro. Famoso por subverter as regras do gênero do crime, Japrisot quebrou as fórmulas estabelecidas "em suas partes componentes para reuni-las de maneiras originais e paradoxais". Alguns críticos argumentam que embora o trabalho de Japrisot possa carecer do elemento experimental explícito presente nos romances de alguns de seus contemporâneos, ele mostra influências de teorias estruturalistas e as técnicas não ortodoxas dos Novos Novelistas.
Ele permanece pouco conhecido fora da França, embora todos os seus romances tenham sido traduzidos para o inglês e todos, exceto um, tenham sido transformados em filmes.

## Estilo literário
Martin Hurcombe escreveu que os quatro romances de Japrisot (de Trap for Cinderella a The Passion of Women) se encaixam na definição do romance de suspense: "eles são estruturados em torno de um crime que antecede a narrativa do romance, um crime que é reconstruído em forma narrativa em o curso desse romance". No centro de cada romance está "uma competição entre diferentes narradores potenciais do crime". Hurcombe então conclui que "os romances de Japrisot, portanto, colocam o valor da narrativa e a capacidade de convencer os outros por meio de uma versão narrativa triunfante do crime, acima da verdade física e objetiva sobre o mesmo evento".
Simon Kemp observa que as duas técnicas literárias mais características de Japrisot são subjetividade e polifonia - "perspectivas restritas de primeira pessoa e um coro não muito harmonioso de vozes - que juntas produzem as narrativas não confiáveis pelas quais seus mistérios são sustentados." Seus romances "são narrados ou focalizados por meio de personagens cuja perspectiva restrita sobre os eventos que vivenciam mantém o leitor igualmente no escuro até que chegue o momento da revelação para ambos". Japrisot aumenta esse efeito ocasionalmente usando narração no tempo presente, "dando uma sensação de narração simultânea com as ações narradas e, assim, evitando a artificialidade de um narrador retrospectivo que esconde sua visão retrospectiva." A polifonia na ficção de Japrisot é usada para equilibrar". Como resultado, "a verdade deve ser peneirada pelo leitor a partir da variedade de pontos de vista parciais e testemunhos inconsistentes oferecidos".
Essas técnicas complexas tornam as obras de Japrisot difíceis de categorizar e representam um problema para os editores, seja para comercializar seus romances como ficção policial ou ficção literária. Em uma entrevista incluída na edição francesa de The Lady in the Car with Glasses and a Gun, Japrisot menciona a ambigüidade de sua situação: os críticos de ficção policial acham seus romances muito literários, enquanto os críticos literários acham seus trabalhos muito emocionantes.
Howard Junker chamou Japrisot de "um grande talento, que os alunos do romance popular e da forma narrativa em geral vão querer analisar".

## Trabalhos
| Ano de publicação na França | Título original em francês                        | Título / tradução em inglês                                                     | Publicação |
| --------------------------- | ------------------------------------------------- | ------------------------------------------------------------------------------- | --- |
| 1950                        | Les Mal Partis                                    | The False Start = Awakening                                                     | 1. The False Start. Londres, Secker and Warburg, 1951, 212 p. 2. Awakening. Nova York, Harper [1952], 244 p. |
| 1950                        | Visages de l'amour et de la haine                 | Faces of Love and Hatred                                                        | 1. Nova York : New American Library of World Literature, New World Writing n° 73, 1952. |
| 1962                        | Compartiment tueurs                               | The 10:30 from Marseille = The Sleeping-car murders Traduzido por Francis Price | 1. The 10:30 from Marseille. Garden City, N.Y. : Published for the Crime Club by Doubleday [1963], 181 p. 2. The 10:30 from Marseille. Londres : Souvenir Press, 1964, 181 p. 3. The Sleeping-car murders. Harmondsworth, Eng. ; Nova York : Penguin Books, 1978, c1963, 181 p. ISBN 0-14-004992-4 4. The Sleeping car murders. Nova York, N.Y. : Plume, [1997], 181 p. ISBN 0-452-27778-7 5. The 10:30 from Marseille. Londres : Harvill Press, 1998, 214p. ISBN 1-86046-440-8 (pbk) |
| 1963                        | Piège pour Cendrillon                             | Trap for Cinderella Traduzido por Helen Weaver                                  | 1. Nova York : Simon and Schuster, 1964, 171 p. 2. Londres : Souvenir Press, 1965, 171 p. 3. Harpenden, Herts: No Exit Press, 1990 4. Nova York : Plume, 1997, 171 p. ISBN 0-452-27779-5 |
| 1965                        | L'Odyssexe                                        | –                                                                               | – |
| 1966                        | La Dame dans l'auto avec des lunettes et un fusil | The Lady in the Car with Glasses and a Gun Traduzido por Helen Weaver           | 1. Nova York : Simon and Schuster, [1967], 240 p. 2. Londres : Souvenir Press, 1968, 240 p. ISBN 0-285-50076-7 3. Nova York : Penguin Books, 1980, 253 p. ISBN 0-14-005361-1 (pbk.) 4. Nova York : Plume, [1997], 224 p. ISBN 0-452-27777-9 5. Londres : Harvill, 1998, c1967, 233p. (Panther). ISBN 1-86046-439-4 (pbk) |
| 1968                        | Adieu l'ami                                       | Goodbye, friend Traduzido por Patricia Allen Dreyfus                            | 1. Londres : Souvenir Press, 1969, 185 p. ISBN 0-285-50263-8 2. Nova York : Simon and Schuster, [1969], 185 p. 3. Londres : Corgi, 1971, 126 p. ISBN 0-552-08705-X (pbk) |
| 1972                        | La Course du lièvre à travers les champs          | –                                                                               | – |
| 1977                        | L'Été meurtrier                                   | One Deadly Summer Traduzido por Alan Sheridan                                   | 1. Nova York : Harcourt Brace Jovanovich, c1980, 279 p. ISBN 0-15-169381-1 2. Harmondsworth ; Nova York : Penguin Books, 1981, c1980, 297 p. (Penguin crime fiction). ISBN 0-14-005846-X (pbk.) 3. Nova York : Plume, 1997. ISBN 0-452-27780-9 4. Londres : Harvill, 2000, c1980, 279 p. ISBN 1-86046-773-3 (pbk.) |
| 1986                        | La Passion des femmes                             | The Passion Of Women Women in Evidence Traduzido por Ros Schwartz               | 1. The Passion Of Women. Nova York : Crown, c1990, 312 p. ISBN 0-517-56940-X 2. Women in evidence. Harpenden : No Exit, 1995, c1990, 310p. ISBN 1-874061-25-4 (pbk.) 3. Women in evidence. Nova York, N.Y. : Plume, [2000], 326 p. ISBN 0-452-28162-8 (pbk.) |
| 1991                        | Un long dimanche de fiançailles                   | A Very Long Engagement Traduzido por Linda Coverdale                            | 1. Nova York : Farrar, Straus, Giroux, 1993, 327 p. ISBN 0-374-28335-4 |
| 1992                        | Le Passager de la pluie                           | Rider on the Rain Traduzido por Linda Coverdale                                 | 1. Londres : Harvill, 1999, 150 p. ISBN 1-86046-542-0 (pbk) |

## Filmografia
- 1961: La machine à parler d'amour (curta) (diretor, roteirista) como Jean-Baptiste Rossi
- 1961: L'idée fixe (curta) (diretor, roteirista) como Jean-Baptiste Rossi
- 1964: L'homme perdu dans son journal  (curta) (diretor, roteirista) como Jean-Baptiste Rossi
- 1965: Trap for Cinderella (roteirista, baseado em seu romance)
- 1965: The Sleeping Car Murders (baseado em seu romance)
- 1968: Adieu l'ami a.ka Honra Entre Ladrões a.ka Farewell, Friend (título no Reino Unido) também conhecido como So Long, Friend (roteirista)
- 1970: Rider on the Rain (roteirista)
- 1970: The Lady in the Car with Glasses and a Gun (baseado em seu romance)
- 1972: And Hope to Die (roteirista, baseado em um romance de David Goodis)
- 1975: Story of O (roteirista, baseado em um romance de Pauline Réage )
- 1975: Folle à tuer a.ka Mad Enough To Kill (roteirista, baseado em um romance de Jean-Patrick Manchette ) (sem créditos a pedido de Japrisot)
- 1976: Les Mal Partis (diretor, roteirista, baseado em seu romance) como Jean-Baptiste Rossi
- 1983: One Deadly Summer (roteirista, baseado em seu romance)
- 1988: Juillet en septembre a.ka Julho em setembro (diretor, roteirista)
- 1992: Daam Autos ( A Dama no Carro ), Estônia, (baseado em seu romance A Dama no Carro com Óculos e uma Arma), dirigido por Peeter Urbla
- 1999: Children of the Marshland (roteirista, baseado em um romance de Georges Montforez)
- 2000: Traektoriya babochki (Trajetória da Borboleta), minissérie da TV russa (baseada em seu romance Armadilha para Cinderela)
- 2001: Dama v ochkakh, s ruzhyom v avtomobile (A Dama no Carro com Óculos e uma Arma), minissérie da TV russa (baseada em seu romance)
- 2001: A Crime in Paradise (roteirista, baseado em La Poison de Sacha Guitry)
- 2004: A Very Long Engagement (baseado em seu romance)
- 2013: Trap for Cinderella (baseado em seu romance)
- 2015: The Lady in the Car with Glasses and a Gun (baseado em seu romance)